# Liste der Radschnellverbindungen in Deutschland

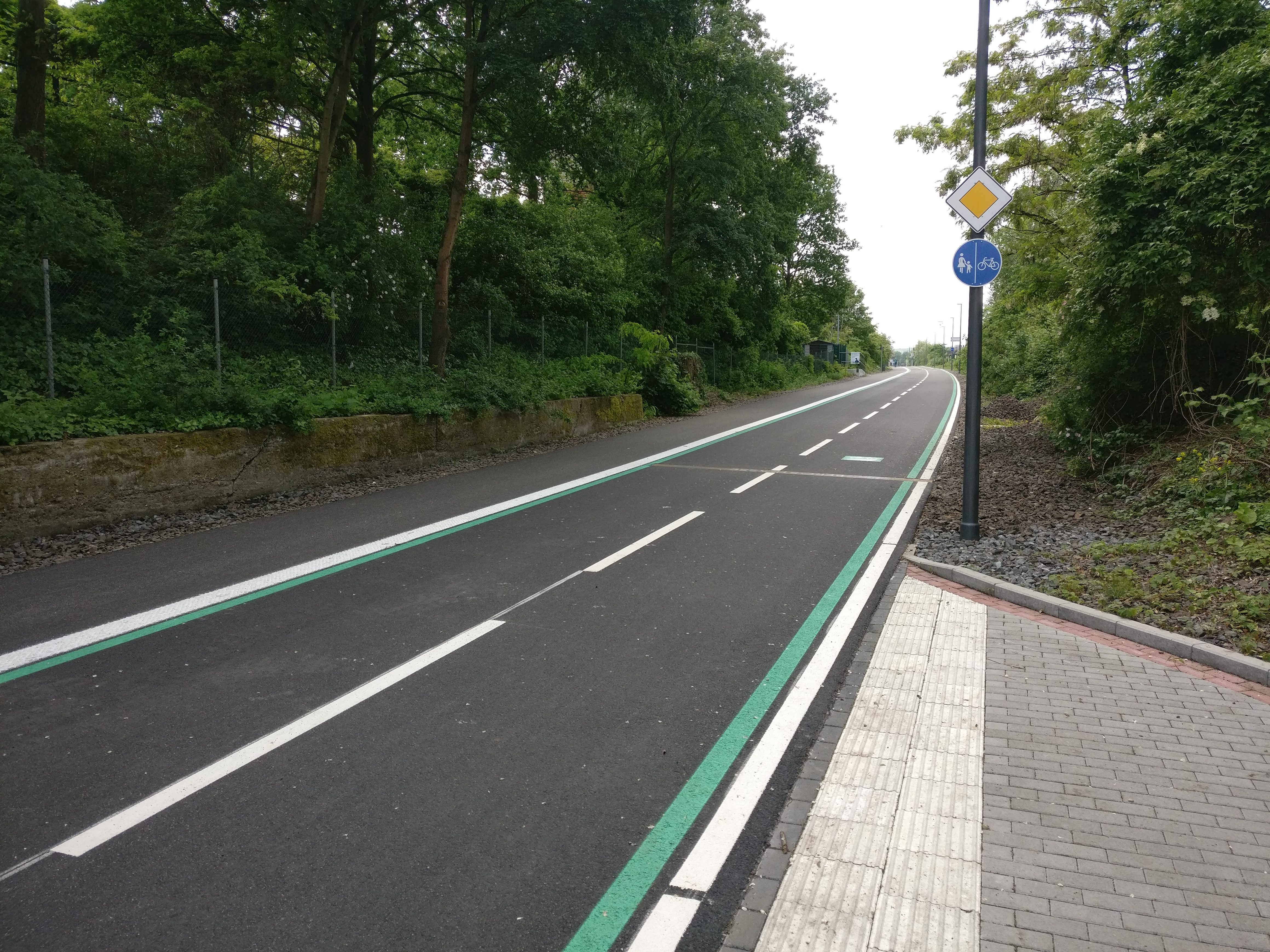
Im Frühjahr 2019 eröffneter Abschnitt des RS 1 in Mülheim. Die Strecke verläuft hier als Bahnradweg auf der einst zweispurigen Trasse der ehemaligen Rheinischen Bahn.

In dieser Liste werden fertiggestellte, im Bau oder in Planung befindliche Radschnellverbindungen in Deutschland vermerkt. Auch konkrete Projektideen, die vor Ort bereits in Politik und Gesellschaft diskutiert wurden, können hier genannt werden.

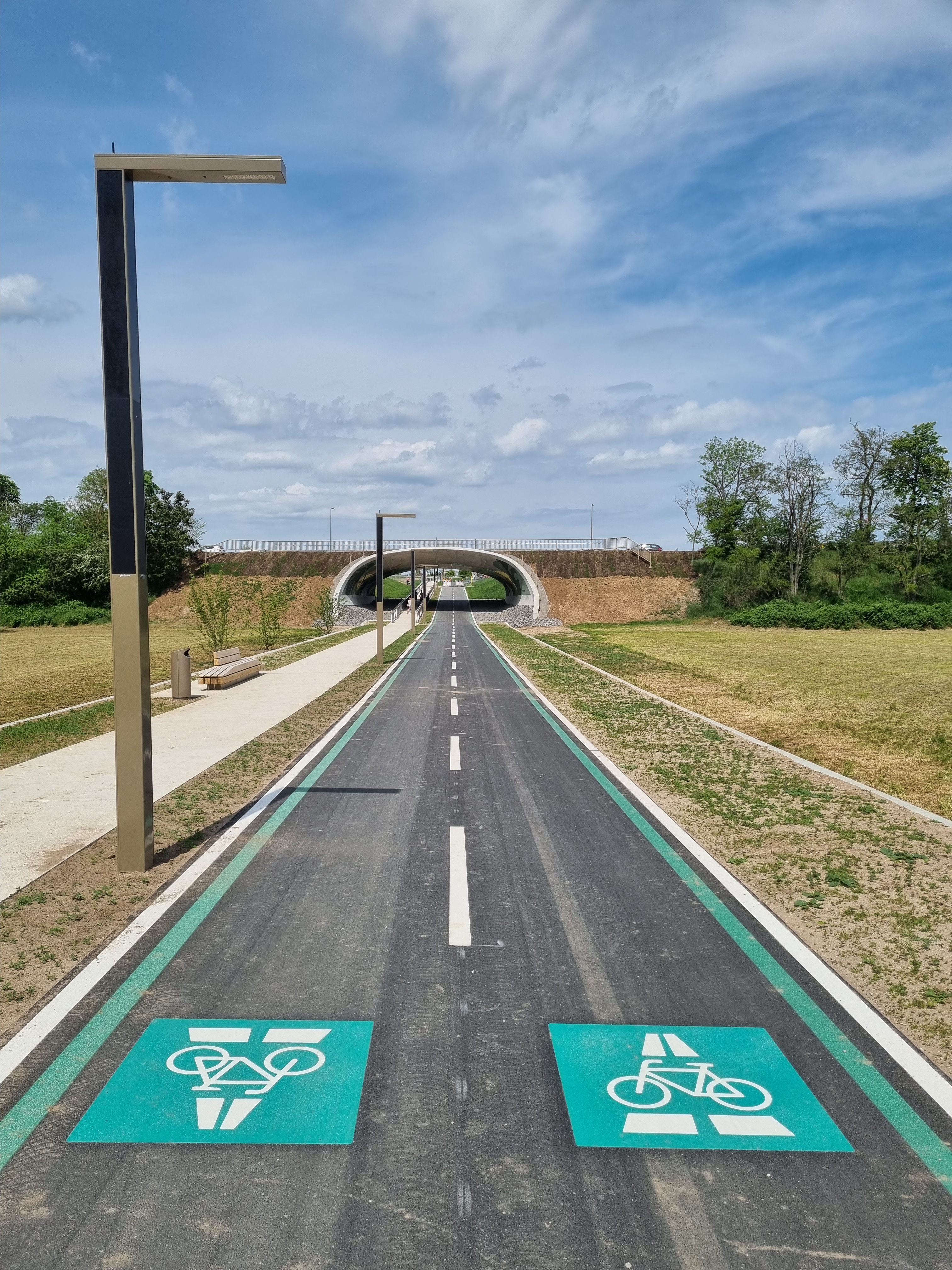
Blick auf den im Frühjahr 2023 eröffneten 3 km langen Abschnitt des RS15 in Mannheim. Im Bild die neue Unterführung an der Straße am Aubuckel.

Merkmale einer Radschnellverbindung können dem Artikel Radschnellweg entnommen werden.
Zur Kennzeichnung von Radschnellverbindungen wurde im Jahr 2020 in der deutschen StVO das Zeichen 350.1 „Radschnellweg“ eingeführt. Mit Zeichen 350.2 kann das Ende einer Radschnellverbindung angezeigt werden. Das Verkehrszeichen ist lediglich ein Hinweiszeichen. Es besitzt keine weitere Rechtskraft und wird so in der Regel mit anderen Verkehrszeichen für die Führungsformen des Radverkehrs kombiniert.
Die Liste ist nach Bundesländern sortiert. Grenzüberschreitende Routen können doppelt gelistet werden. Bundesländer mit einer höheren Anzahl an Projekten, wie Baden-Württemberg, sind in extra Listen ausgelagert.
Mit Stand 25. Juli 2023 ist die Liste trotz Aufnahme neuer Projekte bei den Planungsprojekten wahrscheinlich weiterhin unvollständig. Wahrscheinlich 90 % der Projekte sollten allerdings erfasst sein. Es finden sich Stand 2023 in Deutschland diverse Projekt in der Planungsphase.
Es werden auch Projekte mit einem reduzierten Querschnitt im Vergleich zur Radschnellwegen gelistet. Relevant sind Projekte, bei denen das Hauptmerkmal einer Radschnellverbindung, das zügige Radfahren im Alltag über längere Distanzen (5 km bis 15 km), planerisch als Kerngedanke des Projekts umgesetzt wurde. Beispielsweise trifft das auf die Pendler-Radrouten in Rheinland-Pfalz zu. In Hessen gibt es hier den vereinfachten Streckentyp der „Raddirektroute“. Teilweise wird auch der Begriff „Radvorrangroute“ genutzt.
Alle in Betrieb befindlichen Abschnitte von Radschnellverbindungen bundesweit sollten weitgehend vollständig enthalten sein (grün hinterlegt).
Stand August 2023 sind in Deutschland etwa 70 km Radschnellwege und radschnellwegähnliche Routen bzw. Stücke von Routen in Betrieb.

## Baden-Württemberg
In Baden-Württemberg bestehen zahlreiche Projekte zum Thema Radschnellverbindung. Diese Projekte sind in der Liste Radschnellwege in Baden-Württemberg zusammengefasst.

## Bayern

### Region München
In der Metropolregion München sollen insgesamt sechs Radschnellwege geplant und gebaut werden. Die Planung von vier Strecken ist bereits beschlossen. Es sind nicht nur Verbindungen vorgesehen, die aus der Peripherie in die Stadt München führen, sondern auch Querverbindungen. Ein Vorschlag für einen ersten Radschnellweg wurde 2014 vom ADFC München erarbeitet und veröffentlicht.
Der Radschnellweg Garching – München ist die Pilotstecke für die Region München. In einer 2014–2015 erarbeiteten Potentialanalyse wurden 14 Routenkorridore aus dem Umland nach München identifiziert.
| Name                       | Kürzel | Länge   | Streckenverlauf                                         | Stand                              | Beschreibung | Bild |
| -------------------------- | ------ | ------- | ------------------------------------------------------- | ---------------------------------- | --- | ---- |
| Münchner Radschnellweg     | -      | 13,2 km | Garching Forschungszentrum – Unterschleißheim – München | 1. Abschnitt mit 2,7 km in Betrieb | Der Radschnellweg soll das Garchinger Forschungszentrum und Unterschleißheim nach München hin besser für den Radverkehr erschließen. Die Kosten werden auf 34 Millionen Euro geschätzt. |      |
| Münchner Radschnellweg     | -      | 13,2 km | Garching Forschungszentrum – Unterschleißheim – München | in Planung                         | Der Radschnellweg soll das Garchinger Forschungszentrum und Unterschleißheim nach München hin besser für den Radverkehr erschließen. Die Kosten werden auf 34 Millionen Euro geschätzt. |      |
| München – Dachau           | -      | 19 km   | München – Karlsfeld – Dachau                            | in Planung                         | Machbarkeitsstudie erstellt; Potenzial von 4000 Fahrradfahrenden pro Tag |      |
| München – Starnberg        | -      | 29,6 km | München – Planegg – Gauting – Starnberg                 | in Planung                         | Machbarkeitsstudie erstellt; Potenzial von 5200 Fahrradfahrenden pro Tag |      |
| München – Oberhaching      | -      |         | München – Unterhaching – Oberhaching                    | in Planung                         | Machbarkeitsstudie erstellt |      |
| München – Fürstenfeldbruck | -      |         | München – Fürstenfeldbruck                              | in Planung                         | Machbarkeitsstudie erstellt |      |
| München – Markt Schwaben   | -      | 25 km   | München – Markt Schwaben                                | in Planung                         | Machbarkeitsstudie erstellt, Beschlüsse im Ausschuss des Stadtrats München und im Kreistag Landkreis München zur Konkretisierung der Planung liegen vor                                 |      |

### Region Nürnberg
In der Städteachse um Nürnberg wurde nach Ideen der lokalen ADFC-Kreisverbände aus dem Jahr 2013/2014 im Juli 2015 eine Machbarkeitsstudie in Auftrag gegeben, die aus einem Netz möglicher Trassen die Varianten herausarbeiten soll, die für Radschnellverbindungen im eng vernetzten Bereich der Städte Nürnberg, Fürth, Erlangen, Schwabach und Herzogenaurach besonders geeignet sind.
In der Region Nürnberg wurden in einer Machbarkeitsstudie folgende Streckenkorridore untersucht:
| Name                              | Kürzel | Länge      | Streckenverlauf               | Stand      | Beschreibung | Bild |
| --------------------------------- | ------ | ---------- | ----------------------------- | ---------- | --- | ---- |
| Metropolradweg Bamberg – Nürnberg | -      | rund 65 km | Bamberg – Erlangen – Nürnberg | in Planung | In der Siedlungsachse zwischen Bamberg und Nürnberg soll eine schnelle und direkte Radverbindung für den Alltsgsradverkehr entstehen. Die Planungen sehen einen Streckenverlauf entlang des Main-Donau-Kanals vor. Die bisher oftmals nur geschotterten Betriebswege sollen dazu mit einer alltagstauglichen Asphaltdecke versehen werden. Auf 80 % der Strecke soll der Standard einer Radvorrangroute eingehalten werden. |      |
| Strecke Nürnberg – Erlangen       | -      | 19 km      | Nürnberg – Erlangen           | in Planung | Kostenschätzung: Gesamtkosten von 23,6 Millionen Euro |      |
| Strecke Nürnberg – Fürth          | -      | 7,5 km     | Nürnberg – Fürth              | in Planung | Kostenschätzung: Gesamtkosten von 5,8 Millionen Euro |      |
| Strecke Nürnberg – Zirndorf       | -      | 14,2 km    | Nürnberg – Zirndorf           | in Planung | Kostenschätzung: Gesamtkosten von 29,9 Millionen Euro |      |
| Strecke Erlangen – Herzogenaurach | -      | 12,1 km    | Erlangen – Herzogenaurach     | in Planung | Kostenschätzung: Gesamtkosten von 41,9 Millionen Euro |      |

### Weitere Projekte
| Name                     | Kürzel | Länge      | Streckenverlauf                                                  | Stand                                                                     | Beschreibung | Bild |
| ------------------------ | ------ | ---------- | ---------------------------------------------------------------- | ------------------------------------------------------------------------- | --- | ---- |
| Radschnellweg Loisachtal | -      | rund 25 km | Garmisch-Partenkirchen – Farchant – Oberau – Eschenlohe – Murnau | im Bestand fahrbar / 1. Abschnitt ausgebaut / weitere Maßnahmen angedacht | Der „ländliche“ Radschnellweg verbindet die Siedlungsachse im Verlauf des Loisachtals. Im Rahmen der Förderung bis 2019 wurde als Lückenschluss ein 5,2 km langes Routenstück zwischen Oberau und Eschenlohe auf 3 m Breite asphaltiert. |      |

## Berlin
Nach dem 2018 beschlossenen Berliner Mobilitätsgesetz sollen in Berlin Radschnellverbindungen mit einer Gesamtlänge von mindestens hundert Kilometern gebaut werden. Über das Stadtgebiet liegen 10 Streckenkorridore verteilt für Radschnellverbindungen in der Diskussion oder Planung. Ein weiterer Radschnellweg ist entlang der Tangentialen Verbindung Ost geplant. Als erste soll die Teltowkanal-Route umgesetzt werden. Für die Konzeption von sechs der geplanten Routen gewann 2019 das dänische Unternehmen Ramboll die Ausschreibung des Berliner Senats.
Im Juli 2024 wurde von der Verkehrsverwaltung entschieden, alle Planungen, außer die des RSV 3, auszusetzen.
| Name                                  | Kürzel | Länge   | Streckenverlauf                                                                                               | Stand                                     | Beschreibung | Bild |
| ------------------------------------- | ------ | ------- | --- | ----------------------------------------- | --- | ---- |
| Y-Trasse                              | RSV 1  | 20,2 km | Berlin-Neukölln – Schönefeld                                                                                  | Planung mit Priorität                     | Der Routenkorridor verläuft im Südosten Berlins parallel der A 113. |      |
| Mitte – Tegel – Spandau               | RSV 2  |         | | Planung zurückgestellt bis 2023[veraltet] | |      |
| Königsweg – Kronprinzessinnenweg      | RSV 3  | 12,2 km | Berlin-Wannsee – Berlin/Südende des Kurfürstendamms                                                           | Planung mit Priorität                     | Der Routenkorridor verläuft im Südwesten Berlins im Bereich des Grunewaldes. |      |
| Panke-Trail                           | RSV 4  | 18,4 km | | Planung mit Priorität                     | |      |
| West-Route                            | RSV 5  | 15,3 km | | Planung mit Priorität                     | |      |
| Teltowkanal-Route                     | RSV 6  | 8,8 km  | Berlin-Lichterfelde – Bahnhof Berlin Südkreuz                                                                 | Planung mit Priorität                     | Die Strecke soll ab der brandenburgischen Landesgrenze in Berlin-Zehlendorf mehrere Berliner Stadtteile im Bereich des Teltowkanals verbinden. Eine Weiterführung bis Berlin-Mitte ist in der Diskussion.        |      |
| Spandauer Damm – Freiheit             | RSV 7  |         | | entfällt                                  | Die Vorzugsvariante unterschreitet mit 3,4 km die Mindestlänge von 5 km und wird daher nicht weiter verfolgt. Als Alternative ist parallel verlaufend ein touristischer Radfernweg entlang der Spree in Planung. |      |
| Nonnendammallee – Falkenseer Chaussee | RSV 8  | 11,3 km | | Planung mit Priorität                     | |      |
| Ost-Route                             | RSV 9  | 23 km   | U-Bahnhof Hönow (Marzahn-Hellersdorf) – Lichtenberg – Friedrichshain-Kreuzberg – S-Bahnhof Tiergarten (Mitte) | Planung mit Priorität                     | |      |
| Heiligensee (Verlängerung Trasse 2)   | RSV 10 |         | | Planung zurückgestellt bis 2023[veraltet] | |      |
| Tangentiale Verbindung Ost            | TVO    |         | | in Planung                                | |      |

## Brandenburg
In einer landesweiten Potentialstudie wurden Korridor für Radschnellverbindungen untersucht. die Ergebnisse der Studie wurden im Mai 2021 vorgestellt. Die überwiegende Anzahl der Korridore befindet sich im Großraum Berlin. Es handelt sich meist um Stadt-Umland-Korridore, die auf Brandenburger Gebiet starten und an das Berliner Radverkehrsnetz anknüpfen.
| Name                                   | Kürzel | Länge      | Streckenverlauf              | Stand      | Beschreibung | Bild |
| -------------------------------------- | ------ | ---------- | ---------------------------- | ---------- | --- | ---- |
| Radschnellweg Potsdam – Teltow         | -      | etwa 15 km | Teltow – Stansdorf – Potsdam | in Planung | Die Strecke soll Potsdam mit Teltow an der Landesgrenze zu Berlin verbinden. Im Mai 2023 wurde hierzu eine Machbarkeitsstudie vorgestellt.          |      |
| Radschnellweg Potsdam – Berlin-Wannsee | -      | etwa 10 km | Berlin-Wannsee – Potsdam     | in Planung | Die Strecke soll Potsdam an das Berliner Radverkehrsnetz bei Berlin-Wannsee anbinden. Im Mai 2023 wurde hierzu eine Machbarkeitsstudie vorgestellt. |      |

## Bremen
Im Stadtgebiet Bremen wurde 2014 im Rahmen des Verkehrsentwicklungsplan Bremen 2025 (VEP) ein Netz von acht „Rad-Premiumrouten“ vorgeschlagen, die der Beschreibung nach Radschnellverbindungen mit geringfügig angepassten Ausbaustandards entsprechen. Die Besonderheit hier ist, dass mit der Verabschiedung des VEP in der Bremischen Bürgerschaft eine grundsätzliche Zustimmung der Politik besteht, die in anderen Projekten bisher meist noch nicht formell beschlossen ist. Auf dem Stadtgebiet des östlich benachbarten Achim ist ein erster Abschnitt der verlängerten Premiumroute 1 eröffnet worden. Eine Weiterführung bis Verden wird durch die beteiligten Kommunen geplant.
Im Green City Masterplan von 2018 wurde außerdem aufbauend auf dem Innenstadtkonzept 2025 (aus 2014) die Radroute Wallring entwickelt. Diese führt entlang der Altstadt-Wallanlagen und der Neustadtswallanlagen einmal um die Kernstadt, sodass eine Umfahrung der Altstadt entstanden ist und gleichzeitig eine Verteilerfunktion entsteht. Diese ist zu etwa zwei Dritteln umgesetzt. Im Osten fehlt noch eine neue Weserbrücke für einen Ringschluss. In der Neustadt sind Abschnitte noch nicht gegenüber Nebenstraßen bevorrechtigt, da sie als Fahrradzone mit Rechts-vor-Links-Regelung ausgewiesen sind. Damit ist der Premiumrouten-Charakter noch lückenhaft.
Der Senat Bovenschulte I hatte sich in der Koalitionsvereinbarung 2019–2023 zum Ziel gesetzt, die Radpremiumrouten weiter auszubauen und die Radpremiumroute Hemelingen ‐ Blumenthal (bisher intern D.15 genannt, inzwischen Premiumroute 1) umzusetzen. Bis zum Ende der Legislatur wurden nur kurze Abschnitte umgesetzt.
Der Kommunalverbund Niedersachsen/Bremen hat zudem von 2021 bis 2023 sieben weitere Premiumrouten untersucht, die Bremen länderübergreifend mit den Umlandgemeinden verbinden sollen. Diese überschneiden sich teilweise mit den Radpremiumrouten des Bremer Verkehrsentwicklungsplans. Der erste Abschnitt der Premiumroute 1 ist in Achim umgesetzt worden, in Verlängerung der in Bremen bis zur Stadtgrenze bei Mahndorf geplanten Premiumroute 1.
Für eine allgemeine Übersicht siehe auch Radverkehr in Bremen.
| Name                                              | Kürzel                                     | Länge     | Streckenverlauf (Stadtteile bzw. Umlandgemeinden)                                                           | Stand                                                                      | Beschreibung | Bild |
| ------------------------------------------------- | ------------------------------------------ | --------- | --- | -------------------------------------------------------------------------- | --- | ---- |
| HB-Nord – Innenstadt – Hemelingen                 | Planungsname D.15, künftig: Premiumroute 1 | ca. 43 km | Blumenthal – Vegesack – Burglesum – Gröpelingen – Walle – Mitte – Östliche Vorstadt – Hemelingen            | erste Abschnitte in Betrieb, in Hemelingen, entlang Osterdeich und Am Wall | Auflistung im Verkehrsentwicklungsplan 2025 Der Senator für Umwelt, Bau und Verkehr Bremen hat 2017 den Bericht zur „Überprüfung der Machbarkeit der Premiumroute D.15, Bremen-Nord – Innenstadt – Hemelingen“ veröffentlicht                                    |      |
| HB-Nord – Innenstadt – Hemelingen                 | Planungsname D.15, künftig: Premiumroute 1 | ca. 43 km | Blumenthal – Vegesack – Burglesum – Gröpelingen – Walle – Mitte – Östliche Vorstadt – Hemelingen            | weitere in Bau                                                             | Auflistung im Verkehrsentwicklungsplan 2025 Der Senator für Umwelt, Bau und Verkehr Bremen hat 2017 den Bericht zur „Überprüfung der Machbarkeit der Premiumroute D.15, Bremen-Nord – Innenstadt – Hemelingen“ veröffentlicht                                    |      |
| Huchting – Innenstadt – Uni – Lilienthal          | D.16                                       | ?         | Huchting – Neustadt – Mitte – Schwachhausen – Horn-Lehe – Borgfeld – Lilienthal                             | in Planung                                                                 | Auflistung im Verkehrsentwicklungsplan 2025 |      |
| Obervieland – Neustadt – Woltmershausen – GVZ     | D.17                                       | ?         | Obervieland – Neustadt – Woltmershausen – Häfen                                                             | in Planung                                                                 | Auflistung im Verkehrsentwicklungsplan 2025 |      |
| Kleiner Ring                                      | D.19                                       | ?         | Mitte – Neustadt – Obervieland – Hemelingen – Schwachhausen – Findorff – Mitte                              | in Planung                                                                 | Auflistung im Verkehrsentwicklungsplan 2025 |      |
| Großer Ring / halber Großer Ring                  | D.19b / D.19c                              | ?         | (Woltmershausen – Huchting – Neustadt – Obervieland –) Hemelingen – Vahr – Schwachhausen – Findorff – Walle | in Planung                                                                 | Auflistung im Verkehrsentwicklungsplan 2025 Im oberen und mittleren Pfad vollständige Umsetzung (D.19b), im unteren Pfad nur Umsetzung rechts der Weser (D.19c); Verbindung zwischen Walle und Woltmershausen nur per Fährverbindung und damit nicht durchgehend |      |
| Universität – Neue Vahr – Sebaldsbrück – Arbergen | D.20                                       | ?         | Horn-Lehe – Vahr – Hemelingen                                                                               | in Planung                                                                 | Auflistung im Verkehrsentwicklungsplan 2025 |      |
| Woltmershausen – Huchting – Delmenhorst           | D.20a                                      | ?         | Woltmershausen – Huchting – Delmenhorst                                                                     | in Planung                                                                 | Auflistung im Verkehrsentwicklungsplan 2025 |      |
| Gartenstadt Vahr – Osterholz                      | D.21                                       | ?         | Vahr – Hemelingen – Osterholz                                                                               | in Planung                                                                 | Auflistung im Verkehrsentwicklungsplan 2025 |      |
| Wallring                                          | –                                          | ?         | Mitte & Neustadt                                                                                            | in Betrieb seit 2023                                                       | Bestandteil des Masterplan Green City |      |
| Bremen – Schwanewede                              | B1                                         | ?         | Blumenthal – Schwanewede Vegesack – Schwanewede                                                             | in Planung                                                                 | Untersuchung in Regionaler Machbarkeitsstudie 2 Routen |      |
| Bremen – Ritterhude                               | B2                                         | ?         | Burglesum – Ritterhude Findorff – Blockland – Ritterhude                                                    | in Planung                                                                 | Untersuchung in Regionaler Machbarkeitsstudie 2 Routen |      |
| Bremen – Lilienthal                               | B3                                         | ?         | Mitte – Schwachhausen – Horn-Lehe – Borgfeld – Lilienthal                                                   | in Planung                                                                 | Untersuchung in Regionaler Machbarkeitsstudie |      |
| Bremen – Oyten                                    | B4                                         | ?         | Schwachhausen – Vahr – Hemelingen – Osterholz – Oyten                                                       | in Planung                                                                 | Untersuchung in Regionaler Machbarkeitsstudie |      |
| Bremen – Weyhe                                    | B5                                         | ?         | Schwachhausen – Hemelingen – Obervieland – Weyhe                                                            | in Planung                                                                 | Untersuchung in Regionaler Machbarkeitsstudie |      |
| Bremen – Brinkum (Stuhr)                          | B6                                         | ?         | Neustadt – Obervieland – Brinkum                                                                            | in Planung                                                                 | Untersuchung in Regionaler Machbarkeitsstudie |      |
| Bremen-Huchting – Brinkum (Stuhr)                 | B7                                         | ?         | Huchting – Brinkum                                                                                          | in Planung                                                                 | Untersuchung in Regionaler Machbarkeitsstudie |      |

## Hamburg
In Hamburg soll im Rahmen des Projektes Radschnellnetz ein umfangreiches Netz an hochwertigen Radwegen entstehen. Innerhalb der Stadt sollen verschiedene bestehende Velorouten in Hamburg auf höhere Standards ausgebaut werden.
In einer Potenzialanalyse für Radschnellwege verschiedene Korridore grundlegend begutachten lassen. Für weitergehende Planungen sollen Machbarkeitsstudien erstellt werden.
Laut einer Pressemitteilung vom 29. Oktober 2018 werden acht Routenkorridore im Rahmen von Machbarkeitsstudien näher untersucht. Davon sind sechs Routenkorridore Stadt-Umland-Verbindungen mit Bezug auf Hamburg. Des Weiteren wird eine Strecke in Lübeck näher untersucht.
| Name                            | Kürzel | Länge                                               | Streckenverlauf                                                                    | Stand      | Beschreibung                                                           | Bild |
| ------------------------------- | ------ | --------------------------------------------------- | ---------------------------------------------------------------------------------- | ---------- | ---------------------------------------------------------------------- | ---- |
| Strecke Elmshorn – Hamburg      | -      | westlicher Ast rund 32 km, östlicher Ast etwa 30 km | Elmshorn – Tornesch – Pinneberg – Hamburg                                          | in Planung | Stadt-Umland-Verbindung von Nordwesten aus Elmshorn Richtung Hamburg.  |      |
| Strecke Bad Bramstedt – Hamburg | -      | etwa 40 km                                          | Bad Bramstedt – Kaltenkirchen – Henstedt-Ulzburg – Norderstedt – Hamburg           | in Planung | Stadt-Umland-Verbindung von Norden aus Bad Bramstedt Richtung Hamburg. |      |
| Strecke Ahrensburg – Hamburg    | -      | etwa 10 km                                          | Ahrensburg – Hamburg                                                               | in Planung | Stadt-Umland-Verbindung von Nordosten aus Ahrensburg Richtung Hamburg. |      |
| Strecke Geesthacht – Hamburg    | -      | etwa 24 km                                          | Geesthacht – Hamburg                                                               | in Planung | Stadt-Umland-Verbindung von Südosten aus Geesthacht Richtung Hamburg.  |      |
| Strecke Lüneburg – Hamburg      | -      | rund 50 km                                          | Lüneburg – Winsen (Luhe) – Hamburg-Harburg – Hamburg-Wilhelmsburg – Hamburg-Veddel | in Planung | Stadt-Umland-Verbindung von Südosten aus Lüneburg Richtung Hamburg.    |      |
| Strecke Stade – Hamburg         | -      | etwa 55 km                                          | Stade – Buxtehude – Hamburg                                                        | in Planung | Stadt-Umland-Verbindung von Norden aus Stade Richtung Hamburg.         |      |
| Strecke Tostedt – Hamburg       | -      | etwa 32 km                                          | Tostedt – Buchholz – Hamburg-Harburg                                               | in Planung | Stadt-Umland-Verbindung von Südwesten aus Tostedt Richtung Hamburg.    |      |

Auch wenn diese Wege alle als Radschnellwege bezeichnet werden, sollen diese Strecken mit abschnittweise unterschiedlichen vom Radschnellweg abweichenden Standards errichtet werden. So sollen beispielsweise vermehrt in bewohnten Gebieten lediglich Fahrradstraßen ausgewiesen werden.

## Hessen
In Hessen finden sich verschiedene Radschnellverbindungen in der Planung. Die Strecke Darmstadt nach Frankfurt findet sich teilweise bereits im Bau. Anfang April 2019 wurde eine landesweite Potentialanalyse für Korridore vorgestellt. Schwerpunkt der Strecken ist das Rhein-Main-Gebiet. Auf Basis dieser Studie können Machbarkeitsstudien für weitere konkrete Planungen erfolgen.
Auf der offiziellen Website des Landes Hessen „radschnellverbindungen-hessen.de“ werden alle Projekte mit Planungs- und Umsetzungsstand gelistet.

### Rhein-Main-Gebiet
Die Region Rhein-Main gilt als Pendlerhochburg Deutschlands. Im dicht besiedelten Ballungsraum liegen größere Städte wie Frankfurt am Main, Darmstadt, Wiesbaden, Mainz oder Offenbach am Main teilweise in unmittelbarer Nachbarschaft zueinander und erzeugen komplexe Pendlerströme. Mehr als 334.000 Personen pendeln pro Tag beispielsweise allein nach Frankfurt in das wirtschaftliche und kulturelle Zentrum der Region.
Wichtige Ziele wie Industrie- und Wirtschaftsstandorte, Wohnquartiere und bedeutende Verkehrsknotenpunkte liegen vergleichsweise dicht aneinander und können – entsprechende Infrastruktur vorausgesetzt – schnell und komfortabel auch mit dem Fahrrad erreicht werden.
Zudem würden chronisch überlastete Verkehrswege anderer Verkehrsmittel wie der Frankfurter S-Bahn-Tunnel (City-Tunnel Frankfurt) oder Teilabschnitte der Bundesautobahnen A 3 und A 5 durch häufigere Radnutzung entlastet.

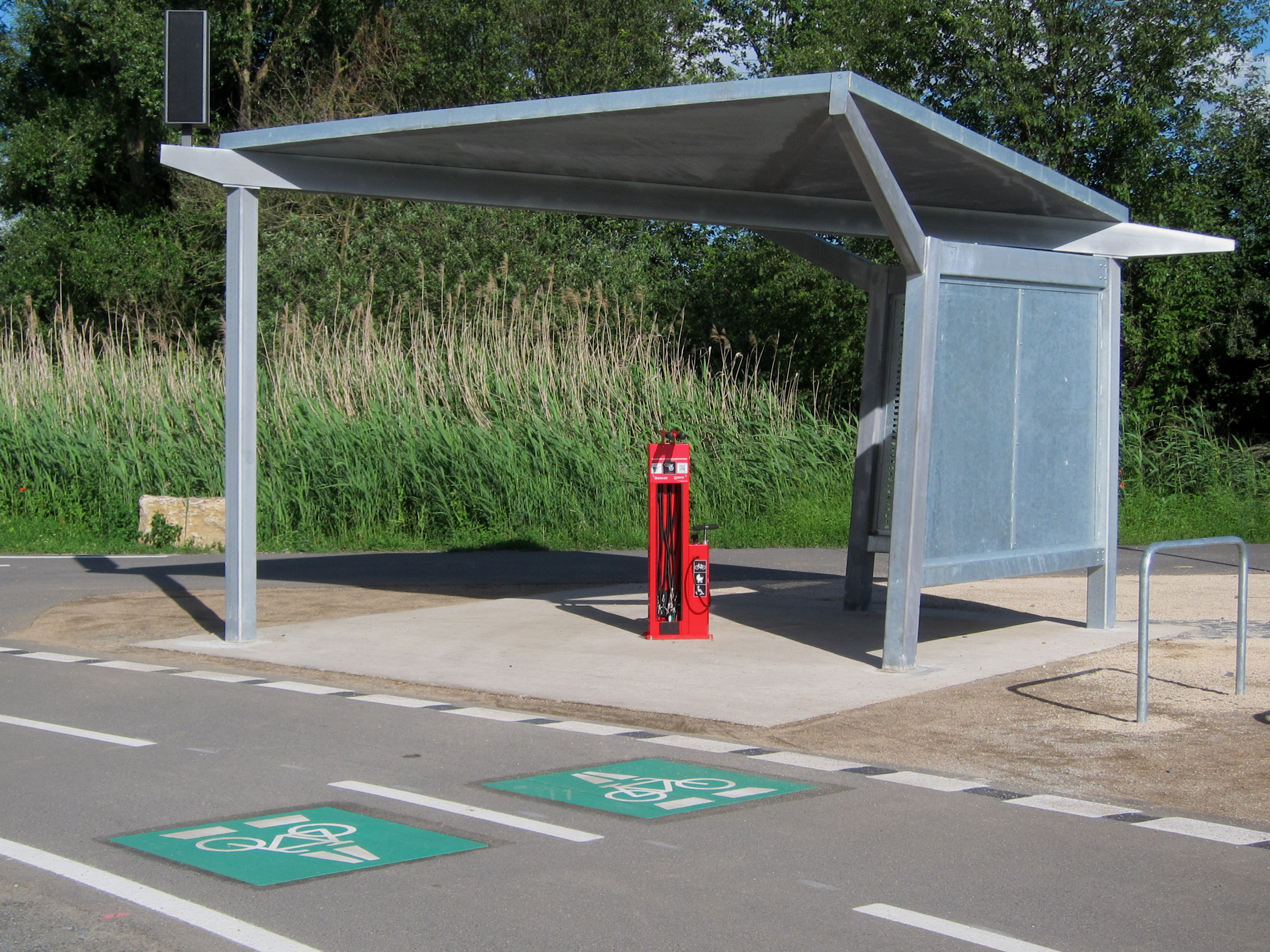
Unterstand und Reparaturstation am Radschnellweg bei Egelsbach

Der Regionalverband FrankfurtRheinMain hat daher, basierend auf einer regionalen Potenzialanalyse, unter sechs möglichen Korridoren im Rhein-Main-Gebiet die Pilotstrecke Frankfurt–Darmstadt als Vorzugskorridor zur Umsetzung eines Radschnellweges ausgewählt. Seit Sommer 2013 existiert unter der Leitung des Regionalverbandes ein projektbegleitender Arbeitskreis mit den sieben Anrainerkommunen Frankfurt am Main, Neu-Isenburg, Dreieich, Langen (Hessen), Egelsbach, Erzhausen und Darmstadt. Die Hochschule Darmstadt begleitet das Projekt wissenschaftlich. Die Projektpartner haben zur Sondierung möglicher Trassenverläufe gemeinsam eine Vorstudie durchgeführt und drei Trassenfavoriten identifiziert. Weiterhin wurde zwischen dem Regionalverband und den Anrainerkommunen ein Kooperations- und Finanzierungsantrag zur gemeinsamen Beauftragung einer Machbarkeitsstudie geschlossen. Die Ergebnisse mit Maßnahmenplan und Kostenkalkulation lagen Ende 2014 vor. Im Projektverlauf wurde der geplante Radschnellweg 2016 zu einer „Raddirektverbindung“ herabgestuft, da die Anforderungen an einen Radschnellweg (u. a. Fahrbahnbreiten, Asphaltierung und Beleuchtung insbesondere in Waldstücken) nicht umgesetzt werden sollen.
| Name                                                  | Kürzel | Länge                   | Streckenverlauf | Stand                                    | Beschreibung | Bild                                                                       |
| ----------------------------------------------------- | ------ | ----------------------- | --- | ---------------------------------------- | --- | -------------------------------------------------------------------------- |
| Radschnellweg Darmstadt – Frankfurt                   | FRM 1  | 30 km                   | Frankfurt am Main – Neu-Isenburg – Dreieich – Langen – Egelsbach – Erzhausen – Darmstadt                                      | in Betrieb: Langen – Darmstadt-Arheilgen | Die Strecke soll die Oberzentren Darmstadt und Frankfurt verbinden. Der Spatenstich für den ersten Bauabschnitt fand am 16. Oktober 2018 unter Beteiligung des hessischen Verkehrsministers Tarek Al-Wazir (Grüne) bei Egelsbach statt. Der erste, 3,6 km lange Abschnitt (Egelsbach – Darmstadt-Wixhausen) wurde am 6. Juni 2019 offiziell eröffnet. Ein weiterer 700 Meter langer Abschnitt bis zum S-Bahnhof Darmstadt-Wixhausen wurde nach einjähriger Bauzeit Anfang Juni 2020 freigegeben. Am 30. Oktober 2021 wurde das Teilstück bis Langen übergeben. Stand Juni 2025 sind 9,5 km befahrbar (Strecke auf Openstreetmap). Die Route soll bis zum Jahr 2026 ausgebaut werden, wobei Einzelheiten in den Stadtgebieten von Darmstadt und Frankfurt noch offen sind. | Blick auf die im Juni 2019 eröffnete Strecke von Egelsbach nach Wixhausen. |
| Radschnellweg Darmstadt – Frankfurt                   | FRM 1  | 30 km                   | Frankfurt am Main – Langen | in Planung                               | Die Strecke soll die Oberzentren Darmstadt und Frankfurt verbinden. Der Spatenstich für den ersten Bauabschnitt fand am 16. Oktober 2018 unter Beteiligung des hessischen Verkehrsministers Tarek Al-Wazir (Grüne) bei Egelsbach statt. Der erste, 3,6 km lange Abschnitt (Egelsbach – Darmstadt-Wixhausen) wurde am 6. Juni 2019 offiziell eröffnet. Ein weiterer 700 Meter langer Abschnitt bis zum S-Bahnhof Darmstadt-Wixhausen wurde nach einjähriger Bauzeit Anfang Juni 2020 freigegeben. Am 30. Oktober 2021 wurde das Teilstück bis Langen übergeben. Stand Juni 2025 sind 9,5 km befahrbar (Strecke auf Openstreetmap). Die Route soll bis zum Jahr 2026 ausgebaut werden, wobei Einzelheiten in den Stadtgebieten von Darmstadt und Frankfurt noch offen sind. |                                                                            |
| Radschnellweg Groß-Gerau – Frankfurt                  | FRM 2  | grob geschätzt 25–30 km | Groß-Gerau – Mörfelden-Walldorf – Frankfurt Flughafen (Terminal 3) – Frankfurt am Main                                        | in Planung                               | Die Strecke soll den Siedlungsgürtel entlang der Riedbahn besser an das Oberzentrum Frankfurt am Main anschließen. |                                                                            |
| Radschnellweg Wiesbaden – Frankfurt                   | FRM 3  | etwa 30 km              | Wiesbaden – Hofheim – Kriftel – Hattersheim – Frankfurt am Main                                                               | in Planung                               | Die Strecke soll den Siedlungsgürtel entlang des Taunus besser untereinander vernetzen, sowie die Anschlüsse an die Oberzentren Frankfurt am Main und Wiesbaden verbessern. |                                                                            |
| Radschnellweg Taunushang                              | FRM 4  | grob geschätzt 8–10 km  | Groß-Gerau – Bad Soden – Schwalbach – Eschborn – (Frankfurt am Main)                                                          | in Planung                               | Die Strecke bindet die genannten Orte an das Wirtschaftszentrum Eschborn an. Ab Eschborn besteht über den Radschnellweg Vordertaunus Anschluss Richtung Frankfurt (Länge der Gesamtstrecke dann geschätzt 15 bis 18 km). |                                                                            |
| Radschnellweg Vordertaunus                            | FRM 5  | grob geschätzt 20–30 km | Routenkoridor zwischen Frankfurt am Main, Eschborn, Steinbach, Oberursel, Bad Homburg und Friedrichsdorf,                     | in Planung                               | Zwischen den genannten Kommunen soll unter anderem eine Radpendlerverbindung Richtung Frankfurt entstehen. |                                                                            |
| Radschnellweg Wetterau – Frankfurt                    | FRM 6  | grob geschätzt 50 km    | Butzbach – Bad Nauheim – Friedberg – Wöllstadt – Karben – Bad Vilbel – Frankfurt am Main                                      | in Diskussion                            | Die Strecke soll den Siedlungsgürtel besser an das Oberzentrum Frankfurt am Main anschließen. Ferner sollen die Bedingungen zum Radpendeln auch zwischen den genannten Kommunen in der Wetterau im Korridor der Main-Weser-Bahn verbessert werden. 2021 wurde eine Machbarkeitsstudie beauftragt. |                                                                            |
| Radschnellweg Hanau – Frankfurt                       | FRM 7  | 15–20 km                | Frankfurt am Main – Maintal – Hanau                                                                                           | in Planung                               | Die Strecke soll Frankfurt und Hanau nördlich des Mains verbinden. |                                                                            |
| Radschnellweg Hanau – Frankfurt-Süd                   | FRM 8  | geschätzt 15–20 km      | Frankfurt am Main-Südliches des Mains – Offenbach – Mühlheim – Hanau                                                          | in Planung                               | Die Strecke soll Frankfurt und Hanau südlich des Mains verbinden. Eine Machbarkeitsstudie mit einem Vorschlag für eine Streckenführung liegt vor. |                                                                            |
| Radschnellweg Kreis Offenbach Quer                    | FRM 9  | geschätzt 25 km         | Flughafen Frankfurt – Neu-Isenburg – Dreieich – Dietzenbach – Rodgau – Seligenstadt                                           | in Planung                               | Die Strecke soll vom Frankfurter Flughafen durch den Verdichtungsraum des Kreises Offenbach bis nach Seligenstadt führen. |                                                                            |
| Radschnellweg Wiesbaden – Mainz                       | -      | 12 km                   | Wiesbaden Hauptbahnhof – Mainz-Kastel                                                                                         | in Planung                               | Der Radschnellweg soll die Hauptbahnhöfe der beiden Städte miteinander verbinden. Eine Machbarkeitsstudie mit möglichen Routenverläufen wurde vorgestellt. Der Zeitpunkt der Eröffnung ist aktuell nicht absehbar. |                                                                            |
| Radschnellweg Frankfurt – Gateway Gardens             | -      | geschätzt 12–15 km      | Frankfurt am Main – Gateway Gardens                                                                                           | in Planung                               | Unter anderem im Rahmen eines Förderprojekts zum Thema „Fahrradmobilität in großen Gewerbe- und Industriestandorten am Beispiel des Flughafens Frankfurt“ wird eine Radschnellverbindung von der Frankfurter Mitte zum Wirtschaftsstandort Gateway Gardens bzw. zum Flughafen geplant. |                                                                            |
| Raddirektverbindung Rüdesheim - Wiesbaden             |        | etwa 25–30 km           | Rüdesheim am Rhein – Eltville – Wiesbaden                                                                                     | in Planung                               | Eine Machbarkeitsstudie soll Anfang 2024 vorliegen. |                                                                            |
| Radschnellweg Hanau - Aschaffenburg                   |        | etwa 25–30 km           | Hanau – Großkrotzenburg – Aschaffenburg                                                                                       | in Planung                               | Eine Machbarkeitsstudie soll laut Pressemitteilung der Stadt Hanau von 2021 erarbeitet werden. |                                                                            |
| Radschnellweg Mainz – Rüsselsheim – Frankfurt am Main |        | geschätzt 20–25 km      | Gebiet Landkreis Groß-Gerau südlich des Mains im Korridor Ginsheim-Gustavsburg – Rüsselsheim – Stadtgrenze Frankfurt am Main  | in Planung                               | Eine Machbarkeitsstudie wurde erstellt. |                                                                            |
| Radschnellweg Rüsselsheim – Darmstadt                 |        | geschätzt 20–25 km      | Korridor im Bereich des Siedlungsgürtels zwischen Rüsselsheim über Groß-Gerau nach Darmstadt                                  | in Planung                               | Eine Machbarkeitsstudie wurde erstellt. |                                                                            |
| Raddirektverbindung Zwingenberg - Heppenheim          |        | ca. 15 km               | Korridor schließt an die von Darmstadt kommende Trasse an und verläuft entlang der Bergstraße von Zwingenberg nach Heppenheim | in Planung                               | Eine Trasse befindet sich derzeit in Planung und wurde der Öffentlichkeit vorgestellt. |                                                                            |

### Mittelhessen
| Name                            | Kürzel | Länge                | Streckenverlauf  | Stand             | Beschreibung                                                              | Bild |
| ------------------------------- | ------ | -------------------- | ---------------- | ----------------- | ------------------------------------------------------------------------- | ---- |
| Raddirektroute Wetzlar – Gießen | -      | geschätzt rund 15 km | Wetzlar – Gießen | in der Diskussion | Die Strecke soll die beiden Mittelzentren im Korridor der Lahn verbinden. |      |

### Region Kassel
| Name                                      | Kürzel | Länge   | Streckenverlauf                  | Stand | Beschreibung | Bild |
| ----------------------------------------- | ------ | ------- | -------------------------------- | --- | --- | ---- |
| Raddirektroute Baunatal – Kassel          | -      | 9,5 km  | Baunatal – Kassel-Mitte          | Planungsstand Machbarkeitsstudie 2018. In Baunatal wurden Streckenteile ertüchtigt. weitere Ausführungsplanung mit Stadtgebiet Kassel bisher nicht erstellt.                                                           | Die Strecke soll das Mittelzentrum Baunatal für den Radverkehr besser an die Stadtmitte des Oberzentrums Kassel anschließen.                     |      |
| Raddirektroute Vellmar – Kassel           | -      | 6,3 km  | Vellmar – Kassel-Mitte           | 1 km in Vellmar in 2025 fertig gestellt. Fahrradstraßen in Kassel teilweise bereits vorhanden / im Bau, Ausführungsplanung erstellt, Strecke soll vermutlich ab 2024 in verschiedenen Bauabschnitten errichtet werden. | Die Strecke soll das Mittelzentrum Vellmar für Radpendler besser an die Mitte des Oberzentrums Kassel anschließen.                               |      |
| Raddirektroute Helsa – Kaufungen – Kassel | -      | 16,6 km | Helsa – Kaufungen – Kassel-Mitte | in Betrieb: 1,2 km Kassel Hafen- und Königinhofstr., weitere Ausführungsplanung bisher nicht erstellt. | Die Strecke soll die östlich des Oberzentrums Kassel gelegenen Umlandgemeinden für den Radverkehr optimaler an die Kasseler Stadtmitte anbinden. |      |

## Mecklenburg-Vorpommern
Im ländlich strukturierten Bundesland gibt es nur wenige Anwendungen für Radschnellwege. Ein zwischen Schwerin und Wismar angedachtes Projekt wird seit 2021 nicht weiter verfolgt.
| Name                  | Kürzel | Länge | Streckenverlauf                      | Stand                 | Beschreibung | Bild |
| --------------------- | ------ | ----- | ------------------------------------ | --------------------- | --- | ---- |
| Radschnellweg Rostock | -      | 12 km | Rostock-Zentrum – Rostock-Warnemünde | 2,3 km fertiggestellt | Die Strecke soll das Zentrum von Rostock im Siedlungsgürtel westlich der Warnow mit dem Seebad Warnemünde verbinden. |      |
| Radschnellweg Rostock | -      | 12 km | Rostock-Zentrum – Rostock-Warnemünde | in Bau                | Die Strecke soll das Zentrum von Rostock im Siedlungsgürtel westlich der Warnow mit dem Seebad Warnemünde verbinden. |      |
| Radschnellweg Rostock | -      | 12 km | Rostock-Zentrum – Rostock-Warnemünde | in Planung            | Die Strecke soll das Zentrum von Rostock im Siedlungsgürtel westlich der Warnow mit dem Seebad Warnemünde verbinden. |      |

## Niedersachsen

### Region Hannover

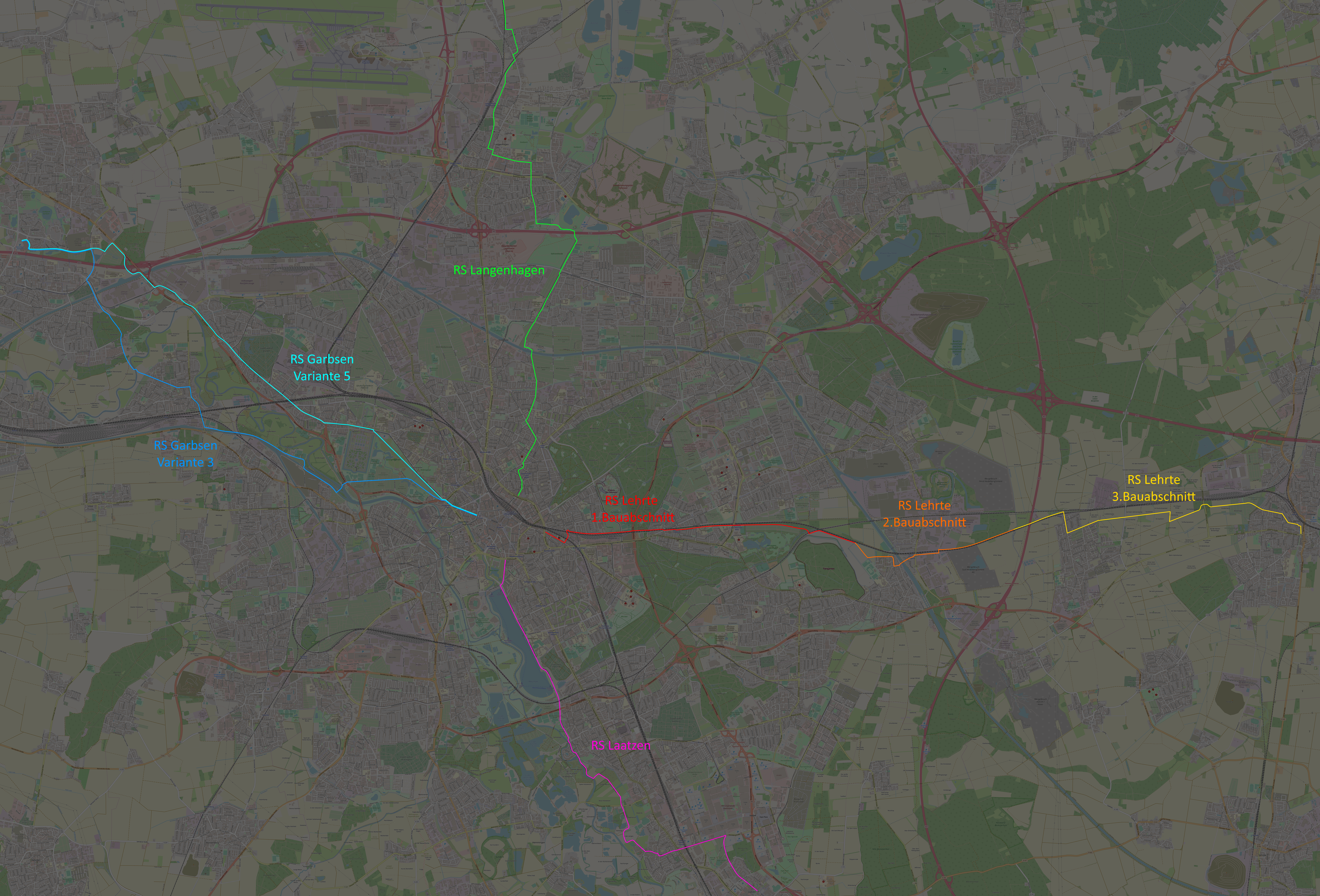
Radschnellwegeplanungen in der Region Hannover

In der Stadtregion Hannover werden mit Stand 2019 bereits seit gut 10 Jahren Radschnellwege geplant. Stand 2024 sind ca. 7 km in Betrieb, allerdings im verminderten Standard einer Veloroute, welcher auch für zwei weitere Routen angelegt werden soll
Stand 2024 befinden sich vier (Teil)Routen in der Planung bzw. im Bau:
| Name                                 | Kürzel | Länge           | Streckenverlauf | Stand                                                 | Beschreibung | Bild |
| ------------------------------------ | ------ | --------------- | --- | ----------------------------------------------------- | --- | ---- |
| Radschnellweg Hannover – Lehrte      | -      | 18 km           | Hannover-Zentrum – Kleefeld – Anderten – Ahlten – Lehrte | als Veloroute in Betrieb: Hannover-Zentrum – Anderten | Die Strecke soll das östlich von Hannover gelegene Lehrte für Radpendler komfortabler und sicherer an die Stadtmitte von Hannover anschließen. |      |
| Radschnellweg Hannover – Lehrte      | -      | 18 km           | Hannover-Zentrum – Kleefeld – Anderten – Ahlten – Lehrte | in Planung: Hannover-Anderten – Lehrte                | Die Strecke soll das östlich von Hannover gelegene Lehrte für Radpendler komfortabler und sicherer an die Stadtmitte von Hannover anschließen. |      |
| Radschnellweg Hannover – Langenhagen | -      | 13 km           | Hannover-Hauptbahnhof Nordseite – Vahrenwald-List (u. a. über Wöhlerstraße) – Haltestelle Vahrenheider Markt – Silbersee – Langenhagen-Zentrum – Karl-Kellner-Straße (Fahrradstraße im Bestand) | erste Bautätigkeiten seit 2022                        | Die Strecke soll die nördlich von Hannover gelegene Kommune Langenhagen und weitere Stadtteile von Hannover für Radpendler komfortabler und sicherer an die Stadtmitte von Hannover anschließen. In Teilen verläuft hier bereits heute eine Radroute (Regionalroute 9 der Region Hannover) |      |
| Radschnellweg Hannover – Langenhagen | -      | 13 km           | Hannover-Hauptbahnhof Nordseite – Vahrenwald-List (u. a. über Wöhlerstraße) – Haltestelle Vahrenheider Markt – Silbersee – Langenhagen-Zentrum – Karl-Kellner-Straße (Fahrradstraße im Bestand) | in Planung                                            | Die Strecke soll die nördlich von Hannover gelegene Kommune Langenhagen und weitere Stadtteile von Hannover für Radpendler komfortabler und sicherer an die Stadtmitte von Hannover anschließen. In Teilen verläuft hier bereits heute eine Radroute (Regionalroute 9 der Region Hannover) |      |
| Radschnellweg Hannover – Garbsen     | -      | 13 km           | Hannover-Mitte Steintor – Herrenhäuser Gärten – Letter – Marienwerder – neuer Maschinenbaucampus der Universität in Garbsen                                                                     | in Planung, evtl. Baubeginn in den 2020ern            | Die Strecke soll die westlich von Hannover gelegene Kommune Garbsen und weitere Stadtteile von Hannover für Radpendler komfortabler und sicherer an die Stadtmitte anschließen. |      |
| Radschnellweg Hannover – Laatzen     | -      | geschätzt 15 km | Hannover – Maschsee-Ostufer – Döhren – Laatzen | als Veloroute, abschnittsweise in Betrieb             | Die Strecke soll die südlichen Stadtteile von Hannover für Radpendler komfortabler und sicherer an die Stadtmitte anschließen. |      |
| Radschnellweg Hannover – Laatzen     | -      | geschätzt 15 km | Hannover – Maschsee-Ostufer – Döhren – Laatzen | abschnittsweise in Bau                                | Die Strecke soll die südlichen Stadtteile von Hannover für Radpendler komfortabler und sicherer an die Stadtmitte anschließen. |      |

### Weitere Projekte
| Name                                                                                         | Länge                                   | Streckenverlauf                                         | Stand                                                                    | Beschreibung | Bild |
| -------------------------------------------------------------------------------------------- | --------------------------------------- | ------------------------------------------------------- | ------------------------------------------------------------------------ | --- | --- |
| Radschnellweg Göttingen                                                                      | 6,5 km                                  | im Stadtgebiet Göttingen                                | in Betrieb: Abschnitt Uni Nord bis Rosdorfer Weg, am Hauptbahnhof vorbei | 2015 wurde der 4 km lange Nordast als „eRadschnellweg Göttingen“ fertiggestellt (Strecke auf Openstreetmap). Die Route bindet den Nordcampus der Universität an den Hauptbahnhof sowie an die Stadtmitte an. Richtung Süden ist ein weiterer Abschnitt bis zum Rosdorfer Weg fertiggestellt. Bis zur Stadtgrenze und in der Gemeinde Rosdorf ist ein weiterer Abschnitt in Planung. Nach Norden ist als gemeindeübergreifendes Projekt noch eine zwei Kilometer lange Verlängerung bis Bovenden in der Diskussion. | eRadschnellweg Göttingen Höhe Querung Hans-Adolf-Krebs-Weg: Die Trasse ist hier als straßenbegleitender Zweirichtungsradweg geführt und besitzt markante, blaue Furtmarkierungen |
| Radschnellweg Göttingen                                                                      | 6,5 km                                  | im Stadtgebiet Göttingen                                | in Planung: Abschnitt bis und in Rosdorf                                 | 2015 wurde der 4 km lange Nordast als „eRadschnellweg Göttingen“ fertiggestellt (Strecke auf Openstreetmap). Die Route bindet den Nordcampus der Universität an den Hauptbahnhof sowie an die Stadtmitte an. Richtung Süden ist ein weiterer Abschnitt bis zum Rosdorfer Weg fertiggestellt. Bis zur Stadtgrenze und in der Gemeinde Rosdorf ist ein weiterer Abschnitt in Planung. Nach Norden ist als gemeindeübergreifendes Projekt noch eine zwei Kilometer lange Verlängerung bis Bovenden in der Diskussion. | eRadschnellweg Göttingen Höhe Querung Hans-Adolf-Krebs-Weg: Die Trasse ist hier als straßenbegleitender Zweirichtungsradweg geführt und besitzt markante, blaue Furtmarkierungen |
| Radschnellweg Oldenburg – Bremen                                                             | geschätzt 40 km                         | Oldenburg – Hude – Delmenhorst – Bremen                 | in Diskussion                                                            | Diese Verbindung zwischen den Oberzentren Oldenburg und Bremen findet sich seit einigen Jahren in der Diskussion. | |
| Radschnellweg Osnabrück – Belm                                                               | 6,4 km                                  | Osnabrück – Belm                                        | in Betrieb                                                               | Zwischen Osnabrück und Belm ist ein 6,4 km langer Radschnellweg als Beitrag zum städtischen „Masterplan 100 Prozent Klimaschutz“ im Bau. Die Trasse verläuft größtenteils entlang der Eisenbahnstrecke von Osnabrück nach Bremen. Der erste Spatenstich für dieses Projekt erfolgte im November 2017. Im April 2018 wurden die ersten 500 Meter der Route entlang der Schlachthofstraße freigegeben, im Mai 2019 folgten weitere rund 700 Meter und die offizielle Eröffnung des ersten Bauabschnitts. Insgesamt wird mit Kosten von 7,5 Millionen Euro kalkuliert. Im August 2022 wurden weitere rund 1,4 Kilometer Fahrradstraße nach Radschnellweg-Standard zwischen Ickerweg und Power Weg fertiggestellt. Im Dezember 2022 wurde der ca. 1,3 km lange Belmer Abschnitt zwischen Power Weg und Haster Straße freigegeben. Damit ist die gesamte Route befahrbar, es fehlen jedoch u. a. noch der Ausbau des Hunteburger und Venner Weges nach Radschnellwegstandard sowie eine Lösung zur sicheren Querung des Haster Weges. Auf Höhe des westlichen Endes an der Schlachthofstraße misst eine Radzählstation die Verkehrsentwicklung auf dem Weg. | |
| Radschnellweg Osnabrück – Belm                                                               | 6,4 km                                  | Osnabrück – Belm                                        | im Bau                                                                   | Zwischen Osnabrück und Belm ist ein 6,4 km langer Radschnellweg als Beitrag zum städtischen „Masterplan 100 Prozent Klimaschutz“ im Bau. Die Trasse verläuft größtenteils entlang der Eisenbahnstrecke von Osnabrück nach Bremen. Der erste Spatenstich für dieses Projekt erfolgte im November 2017. Im April 2018 wurden die ersten 500 Meter der Route entlang der Schlachthofstraße freigegeben, im Mai 2019 folgten weitere rund 700 Meter und die offizielle Eröffnung des ersten Bauabschnitts. Insgesamt wird mit Kosten von 7,5 Millionen Euro kalkuliert. Im August 2022 wurden weitere rund 1,4 Kilometer Fahrradstraße nach Radschnellweg-Standard zwischen Ickerweg und Power Weg fertiggestellt. Im Dezember 2022 wurde der ca. 1,3 km lange Belmer Abschnitt zwischen Power Weg und Haster Straße freigegeben. Damit ist die gesamte Route befahrbar, es fehlen jedoch u. a. noch der Ausbau des Hunteburger und Venner Weges nach Radschnellwegstandard sowie eine Lösung zur sicheren Querung des Haster Weges. Auf Höhe des westlichen Endes an der Schlachthofstraße misst eine Radzählstation die Verkehrsentwicklung auf dem Weg. | |
| Radschnellweg Osnabrück – Belm                                                               | 6,4 km                                  | Osnabrück – Belm                                        | in Planung                                                               | Zwischen Osnabrück und Belm ist ein 6,4 km langer Radschnellweg als Beitrag zum städtischen „Masterplan 100 Prozent Klimaschutz“ im Bau. Die Trasse verläuft größtenteils entlang der Eisenbahnstrecke von Osnabrück nach Bremen. Der erste Spatenstich für dieses Projekt erfolgte im November 2017. Im April 2018 wurden die ersten 500 Meter der Route entlang der Schlachthofstraße freigegeben, im Mai 2019 folgten weitere rund 700 Meter und die offizielle Eröffnung des ersten Bauabschnitts. Insgesamt wird mit Kosten von 7,5 Millionen Euro kalkuliert. Im August 2022 wurden weitere rund 1,4 Kilometer Fahrradstraße nach Radschnellweg-Standard zwischen Ickerweg und Power Weg fertiggestellt. Im Dezember 2022 wurde der ca. 1,3 km lange Belmer Abschnitt zwischen Power Weg und Haster Straße freigegeben. Damit ist die gesamte Route befahrbar, es fehlen jedoch u. a. noch der Ausbau des Hunteburger und Venner Weges nach Radschnellwegstandard sowie eine Lösung zur sicheren Querung des Haster Weges. Auf Höhe des westlichen Endes an der Schlachthofstraße misst eine Radzählstation die Verkehrsentwicklung auf dem Weg. | |
| Niedersächsischer Abschnitt der Bremer Radpremiumroute 1 (zuvor Radschnellweg Achim genannt) | 10,5 km bis Baden, ca. 25 km bis Verden | Uphusen – Achim – Baden (– Verden)                      | in Betrieb: Abschnitt Achim – Baden                                      | Die Route folgt im Stadtgebiet Achim der Bahnlinie. Mit Fertigstellung der Radschnellverbindung würde sich die Fahrtzeit hier von 45 Minuten auf 25 Minuten verringern. Die erste Kostenschätzung beträgt 6,5 Millionen Euro. Im Juni 2024 wurde der erste, 2,5 km lange Abschnitt von der Hasseler Straße in Achim zum Bahnhof Baden (Kr Verden) eröffnet. Strecke auf Openstreetmap | |
| Niedersächsischer Abschnitt der Bremer Radpremiumroute 1 (zuvor Radschnellweg Achim genannt) | 10,5 km bis Baden, ca. 25 km bis Verden | Uphusen – Achim – Baden (– Verden)                      | in Planung                                                               | Die Route folgt im Stadtgebiet Achim der Bahnlinie. Mit Fertigstellung der Radschnellverbindung würde sich die Fahrtzeit hier von 45 Minuten auf 25 Minuten verringern. Die erste Kostenschätzung beträgt 6,5 Millionen Euro. Im Juni 2024 wurde der erste, 2,5 km lange Abschnitt von der Hasseler Straße in Achim zum Bahnhof Baden (Kr Verden) eröffnet. Strecke auf Openstreetmap | |
| Radschnellweg Wolfenbüttel – Braunschweig                                                    | Y -Verbindung mit insgesamt 18 km       | Wolfenbüttel / Salzgitter-Thiede – Braunschweig-Zentrum | in Planung                                                               | Die Route soll Wolfenbüttel und Salzgitter für Radpendler besser an das Oberzentrum Braunschweig anbinden. Das Projekt wird vom Regionalverband Braunschweig betreut. Es existiert eine Planungsvereinbarung zwischen dem Regionalverband Großraum Braunschweig und den Städten Braunschweig, Salzgitter und Wolfenbüttel. Im Bereich Stöckheim soll der Weg sich in je einen Abzweig nach Salzgitter-Thiede und nach Wolfenbüttel aufspalten. Eine europaweite Ausschreibung der Planung ist in Vorbereitung. Als zweites Radschnellweg-Projekt in Niedersachsen erhielt das Projekt die Zusage für eine Bundesförderung. | |
| Radschnellweg Braunschweig - Wolfsburg                                                       | 24,7 km                                 | Braunschweig – Wolfsburg                                | in Planung                                                               | Im Jahr 2017 wurde für die Planung eines laut Machbarkeitsstudie ca. 24,8 km langen Radschnellwegs eine Planungsvereinbarung zwischen dem Regionalverband Großraum Braunschweig, der Gemeinde Lehre, der Stadt Braunschweig und der Stadt Wolfsburg abgeschlossen. Der mittlere Abschnitt zwischen Dibbesdorf und Flechtorf soll zunächst in einem geringeren Standard realisiert und bei steigenden Nutzerzahlen ggf. später ausgebaut werden. | |

#### Pilotprojekt eRadschnellweg Göttingen

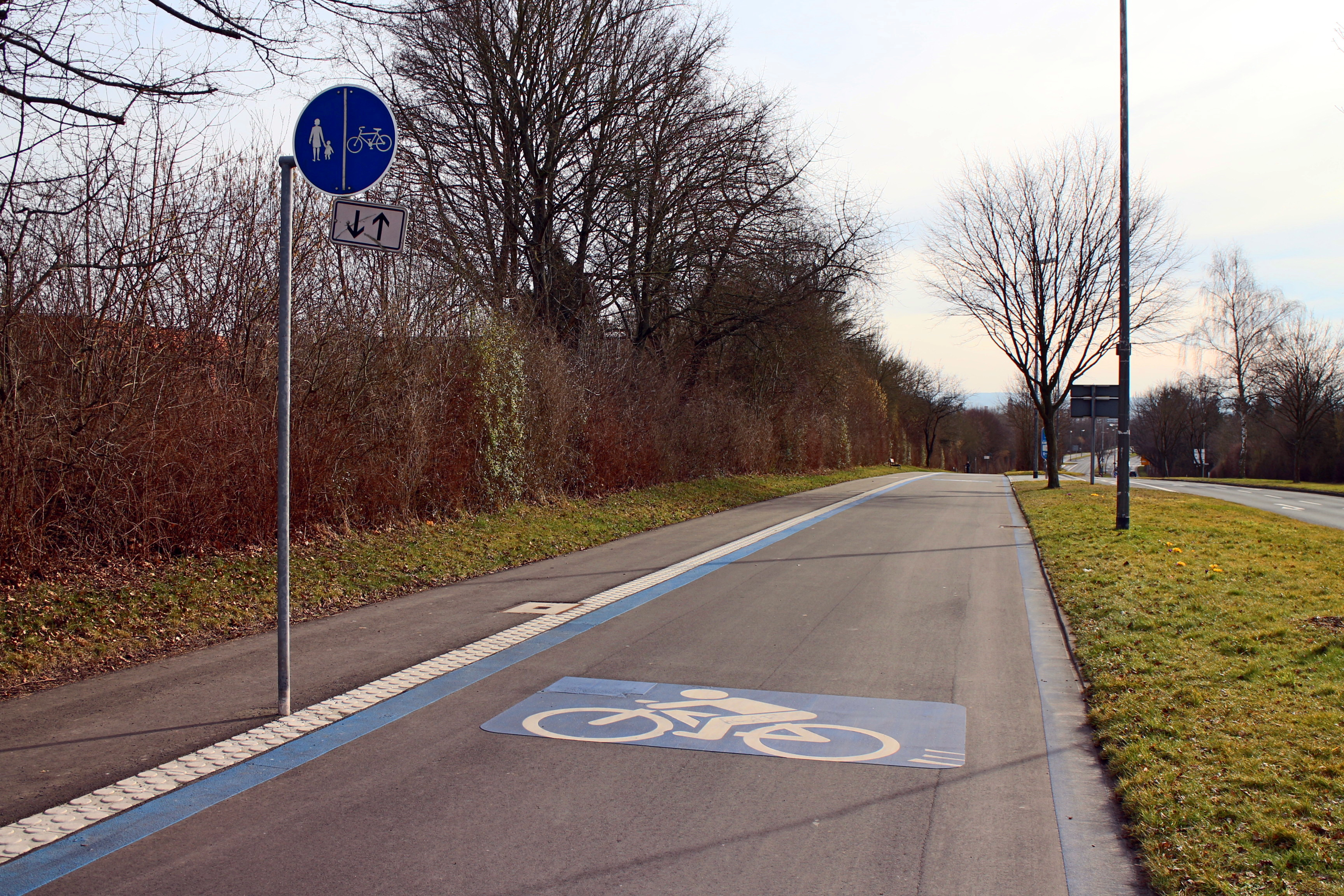
eRadschnellweg Göttingen an der Robert-Koch-Straße (2015): Die Route ist der erste in Deutschland realisierte Radschnellweg.

Eine im Auftrag der Metropolregion Hannover-Braunschweig-Göttingen-Wolfsburg erstellte Machbarkeitsstudie bestätigt den Nutzen von Radschnellwegen in der Region. In einer ersten Stufe wurde eine Auswahl von sechs Relationen für Radschnellwege auf Basis einer Interessensbekundung und finanzieller Beteiligung kommunaler Gebietskörperschaften in der Metropolregion getroffen. Vorschläge für die Streckenführungen kamen von den beteiligten Kommunen. Die sechs Trassen wurden hinsichtlich Potenzial, Machbarkeit, Übertragbarkeit der Maßnahmenkonzepte bewertet.
In einer zweiten Stufe wurden Arbeitsschritte konkretisiert, Gestaltungsprinzipien festgelegt und typische Lösungen für Knoten- und Konfliktpunkte benannt. Drei Routen wurden als weiter zu verfolgende Routen von der Projektlenkungsgruppe ausgewählt: Wolfenbüttel – Braunschweig, Garbsen – Hannover und Rosdorf – Göttingen-Nord. Der Strecke Rosdorf – Göttingen-Nord wurde schließlich „wegen der interessanten modellhaften Problemstellung einer innenstadtnahen Routenführung und der bereits heute auf der Route sehr hohen Radverkehrsdichte Priorität eingeräumt. Die starke Unterstützung seitens der Verwaltungsspitze des Landkreises und der Stadt Göttingen für die Machbarkeitsstudie und die zu erwartende politische Unterstützung vor Ort waren ausschlaggebend für die Entscheidung hinsichtlich einer vertiefenden Betrachtung dieser Route“.
Eine überschlägige Kostenschätzung rechnete mit Gesamtkosten von 2,7 Mio. Euro bei 9,2 km Streckenlänge. Im Rahmen des Schaufensters Elektromobilität realisierte die Stadt Göttingen einen rund vier Kilometer langen Teilabschnitt als „eRadschnellweg Göttingen“. Diese Pilotstrecke, die den Göttinger Bahnhof mit dem Nordcampus der Georg-August-Universität verbindet, ist seit 2015 fertiggestellt. Die Kosten der Pilotstrecke werden auf rund 1,8 Millionen Euro beziffert. Die Strecke ist ab dem Hauptbahnhof bis zum Rosdorfer Weg in Betrieb, weiter in Richtung Rosdorf in Planung.

## Nordrhein-Westfalen

In Nordrhein-Westfalen geplante Radschnellwege (Stand 2018)

In Nordrhein-Westfalen sind in verschiedenen Regionen zusammen mit dem RS1 langfristig mehr als 250 Kilometer überörtliche Radschnellwege in Planung.
Neben dem Radschnellweg RS1 sollen mit Unterstützung der Landesregierung in Nordrhein-Westfalen weitere Radschnellwege geplant werden. Hierfür hatte die Landesregierung 2013 einen Planungswettbewerb ausgerufen und fünf Projekte prämiert.
Für die fünf Gewinnerprojekte förderte das Land zunächst mit 80 Prozent Kostenbeteiligung je eine Machbarkeitsstudie. Diese ist Grundlage für die weitere Vor- und Ausführungsplanung, die das Land ebenfalls finanziell unterstützt. Die Förderung von Radschnellwegen hatte die Landesregierung als einen wichtigen Baustein in ihrem im Februar 2012 beschlossenen Aktionsplan zur Förderung der Nahmobilität definiert. Die erste der fünf Machbarkeitsstudien liegt seit Mai 2016 für den Radschnellweg Ostwestfalen-Lippe (RSW OWL) vor.

### Ruhrgebiet
| Name                               | Kürzel | Länge      | Streckenverlauf                                                                                              | Stand                                                                | Beschreibung Beschreibung | Bild |
| ---------------------------------- | ------ | ---------- | --- | -------------------------------------------------------------------- | --- | --- |
| Radschnellweg Ruhr                 | RS1    | 101 km     | Duisburg – Mülheim an der Ruhr – Essen – Gelsenkirchen – Bochum – Dortmund – Unna – Kamen – Bergkamen – Hamm | in Betrieb: Mülheim an der Ruhr – Essen und weitere kurze Abschnitte | Die Strecke soll nach Fertigstellung in West-Ost-Richtung durch das komplette Ruhrgebiet verlaufen. Es werden dabei mehrere Ober- und Mittelzentren verbunden. Zum Teil werden alte Bahntrassen genutzt. Die erste Großstadtverbindung des RS1 im Abschnitt Mülheim an der Ruhr bis Essen wurde 2015 auf der Trasse einer ehemaligen Bahnstrecke eröffnet. Stand August 2023 sind 15 km in mehreren Teilabschnitten fertig gestellt. Streckenverlauf auf Openstreetmap. offizielle Seite: www.rs1.ruhr | Blick auf die 2015 eröffnete Teilstrecke Mülheim – Essen. Links der hier noch geschotterte Gehweg, rechts die 4 m breite Radfahrbahn. · Im Frühjahr 2019 eröffneter Abschnitt des RS 1 in Mülheim: Auch der Gehbereich ist mit Asphalt befestigt. |
| Radschnellweg Ruhr                 | RS1    | 101 km     | Duisburg – Mülheim an der Ruhr – Essen – Gelsenkirchen – Bochum – Dortmund – Unna – Kamen – Bergkamen – Hamm | im Bau                                                               | Die Strecke soll nach Fertigstellung in West-Ost-Richtung durch das komplette Ruhrgebiet verlaufen. Es werden dabei mehrere Ober- und Mittelzentren verbunden. Zum Teil werden alte Bahntrassen genutzt. Die erste Großstadtverbindung des RS1 im Abschnitt Mülheim an der Ruhr bis Essen wurde 2015 auf der Trasse einer ehemaligen Bahnstrecke eröffnet. Stand August 2023 sind 15 km in mehreren Teilabschnitten fertig gestellt. Streckenverlauf auf Openstreetmap. offizielle Seite: www.rs1.ruhr | Blick auf die 2015 eröffnete Teilstrecke Mülheim – Essen. Links der hier noch geschotterte Gehweg, rechts die 4 m breite Radfahrbahn. · Im Frühjahr 2019 eröffneter Abschnitt des RS 1 in Mülheim: Auch der Gehbereich ist mit Asphalt befestigt. |
| Radschnellweg Ruhr                 | RS1    | 101 km     | Duisburg – Mülheim an der Ruhr – Essen – Gelsenkirchen – Bochum – Dortmund – Unna – Kamen – Bergkamen – Hamm | in Planung                                                           | Die Strecke soll nach Fertigstellung in West-Ost-Richtung durch das komplette Ruhrgebiet verlaufen. Es werden dabei mehrere Ober- und Mittelzentren verbunden. Zum Teil werden alte Bahntrassen genutzt. Die erste Großstadtverbindung des RS1 im Abschnitt Mülheim an der Ruhr bis Essen wurde 2015 auf der Trasse einer ehemaligen Bahnstrecke eröffnet. Stand August 2023 sind 15 km in mehreren Teilabschnitten fertig gestellt. Streckenverlauf auf Openstreetmap. offizielle Seite: www.rs1.ruhr | Blick auf die 2015 eröffnete Teilstrecke Mülheim – Essen. Links der hier noch geschotterte Gehweg, rechts die 4 m breite Radfahrbahn. · Im Frühjahr 2019 eröffneter Abschnitt des RS 1 in Mülheim: Auch der Gehbereich ist mit Asphalt befestigt. |
| Radschnellweg Mittleres Ruhrgebiet | RS7    | etwa 13 km | Bottrop – Gladbeck – Essen                                                                                   | in Planung                                                           | Die Strecke soll Bottrop, Gladbeck und Essen miteinander verbinden. Eine Machbarkeitsstudie für einen 1. Teilabschnitt liegt vor. | |

### Raum Köln
| Name                                             | Kürzel | Länge           | Streckenverlauf                                                         | Stand         | Beschreibung Beschreibung                                                                                       | Bild |
| ------------------------------------------------ | ------ | --------------- | ----------------------------------------------------------------------- | ------------- | --- | ---- |
| Radschnellweg Köln – Frechen                     | RS6    | 8,4 km          | Köln – Frechen                                                          | in Planung    | Die Route soll die Umlandkommune besser für das Fahrrad an Köln anschließen.                                    |      |
| RadPendlerRoute Leverkusen – Köln-Deutz          | -      | 12,9 km         | Bahnhof Leverkusen-Mitte – Chempark – Köln-Mülheim – Bahnhof Köln-Deutz | in Diskussion | Für mehrere Routen aus dem östlichen Kölner Umland wurde im Februar 2019 eine Machbarkeitsstudie abgeschlossen. |      |
| RadPendlerRoute Bergisch Gladbach – Köln-Deutz   | -      | 14,2 km         | Bergisch Gladbach – Köln-Dellbrück – Bahnhof Köln-Deutz                 | in Diskussion | Für mehrere Routen aus dem östlichen Kölner Umland wurde im Februar 2019 eine Machbarkeitsstudie abgeschlossen. |      |
| RadPendlerRoute Rösrath – Köln-Deutz             | -      | 17,3 km         | Rösrath – Rath/Heumar – Bahnhof Köln-Deutz                              | in Diskussion | Für mehrere Routen aus dem östlichen Kölner Umland wurde im Februar 2019 eine Machbarkeitsstudie abgeschlossen. |      |
| RadPendlerRoute Mondorf / Troisdorf – Köln-Deutz | -      | geschätzt 35 km | Mondorf / Troisdorf – Köln-Zündorf – Bahnhof Köln-Deutz                 | in Diskussion | Für mehrere Routen aus dem östlichen Kölner Umland wurde im Februar 2019 eine Machbarkeitsstudie abgeschlossen. |      |

### Weitere Projekte
| Name                                               | Kürzel | Länge                | Streckenverlauf                                                   | Stand               | Beschreibung Beschreibung | Bild                                                                                                 |
| -------------------------------------------------- | ------ | -------------------- | ----------------------------------------------------------------- | ------------------- | --- | --- |
| Nordbahntrasse                                     | -      | etwa 8 km            | im Stadtgebiet Wuppertal                                          | in Betrieb          | Die Nordbahntrasse ist offiziell kein Radschnellweg. Sie wurde als „multifunktionaler Freizeit- und Alltagsweg“ geplant. Die im Dezember 2014 auf einer alten Bahntrasse eröffnete Strecke nimmt im nördlichen Stadtgebiet von Wuppertal aber faktisch die Funktion einer Radschnellverbindung wahr. Auch von der Führung her (diverse Tunnel und Brücken) erfüllt sie die Kriterien. Ferner besitzt der rund 8 km umfassende „Zentralteil“ der 22 Kilometer langen Nordbahntrasse eine Separation zwischen Rad- und Fußverkehr (2 m gepflasterter Gehbereich und vier Meter breiter, asphaltierter Radbereich). | Nordbahntrasse: Tunnel Rot am Ostportal. Der Radbereich ist per Zusatzschild zum Skaten freigegeben. |
| Radschnellweg OWL                                  | RS3    | 36 km                | Herford – Löhne – Bad Oeynhausen – Porta Westfalica – Minden      | in Planung          | Die Strecke verläuft im Bereich des Siedlungsgürtel im Bereich Ostwestfalen-Lippe zwischen Herford und Minden. | |
| Radschnellweg OWL 2.0                              | -      |                      | Herford – Bielefeld – Gütersloh – Rheda-Wiedenbrück               | in Planung          | Der Radschnellweg unter Federführung der Stadt Bielefeld wird in Herford an den RS3 angebunden. Das Projekt mit dem Titel Radschnellweg OWL 2.0, an dem fünf Verwaltungen sowie drei Verbände des ADFC beteiligt sind, ist zum Regionalentwicklungsprogramm REGIONALE 2022 angemeldet. | |
| Radschnellweg Neuss, Düsseldorf Langenfeld/Monheim | RS5    | 30 km                | Neuss – Düsseldorf – Langenfeld/Monheim                           | in Planung / im Bau | Die Route soll die Kommunen untereinander besser für das Fahrrad erschließen. Einzelstücke sind bereits fertig gestellt. Strecke auf Openstreetmap | |
| Radschnellweg Westmünsterland                      | RS2    | 60 km                | Isselburg – Bocholt – Rhede – Borken – Velen – Gescher – Coesfeld | in Planung          | Die Route soll die genannten Städte und Gemeinden untereinander besser für das Fahrrad erschließen. | |
| Radschnellweg Euregio                              | RS4    | 19 km + 11 km        | Herzogenrath, Kerkrade (in NL), Heerlen (in NL) – Aachen          | in Planung          | Die Route soll unter anderem die beiden Mittelzentren besser an das Oberzentrum Aachen anschließen. Projektseite: www.radschnellweg-euregio.de | |
| Strecke Roermond – Mönchengladbach                 | -      | geschätzt etwa 35 km | Roermond (in NL) – Wegberg – Mönchengladbach                      | in Diskussion       | In der Region wird die Idee verfolgt, evtl. im Korridor der Bahnlinie Eiserner Rhein eine Radschnellverbindung zu schaffen. Zum Teil könnte die Strecke auch auf der Trasse der ehemaligen, eingleisigen Güterbahn verlaufen. Eine Machbarkeitsstudie soll erarbeitet werden. Das Projekt würde auch den Nationalpark De Meinweg besser für die umweltfreundliche Anreise per Fahrrad erschließen. | |
| Fietssnelweg F35 (deutscher Abschnitt)             | F35    | ca. 55 km (in DE)    | Glanerbrug (in NL) – Gronau (Westf.) – Ochtrup (– Münster)        | in Planung          | Der durch die niederländische Region Twente führende Radschnellweg F35 (niederländisch Fietssnelweg F35) soll auf deutscher Seite über Gronau nach Ochtrup und perspektivisch weiter nach Münster verlängert werden. | Übersichtskarte des F35                                                                              |
| –                                                  | –      | –                    | Emmerich am Rhein – Kleve                                         | in Diskussion       | Hubert Bruls und Christoph Fleischhauer, Bürgermeister der Gemeinden Nijmegen und Moers, stellten der Euregio Rhein-Waal am 5. April 2019 die Ergebnisse einer Machbarkeitsstudie vor, in der drei potenzielle Radschnellverbindungen genannt werden. | |
| –                                                  | –      | –                    | Moers – Kamp-Lintfort                                             | in Diskussion       | Hubert Bruls und Christoph Fleischhauer, Bürgermeister der Gemeinden Nijmegen und Moers, stellten der Euregio Rhein-Waal am 5. April 2019 die Ergebnisse einer Machbarkeitsstudie vor, in der drei potenzielle Radschnellverbindungen genannt werden. | |
| –                                                  | –      | –                    | Zevenaar (in NL) – Doetinchem (in NL) – Emmerich am Rhein         | in Diskussion       | Hubert Bruls und Christoph Fleischhauer, Bürgermeister der Gemeinden Nijmegen und Moers, stellten der Euregio Rhein-Waal am 5. April 2019 die Ergebnisse einer Machbarkeitsstudie vor, in der drei potenzielle Radschnellverbindungen genannt werden. | |
| Radschnellweg Kreuztal – Siegen                    | –      | etwa 15 km           | Kreuztal – Siegen                                                 | in Diskussion       | Für die 15 km lange Strecke wurde eine Machbarkeitsstudie erstellt. Aufgrund der schwierigen Topografie sind viele Sonderbauwerke wie Kragarmkonstruktionen und Brücken notwendig. Die Route soll in großen Teilen im Tal parallel der Hüttentalstraße (Schnellstraße für Kfz, B 54 und B 62) verlaufen. Trotz hoher geschätzter Kosten von 50,2 Mio. € erreicht das Projekt ein Nutzen-Kosten-Verhältnis von 1,4 und ist damit wirtschaftlich sinnvoll (die Wirtschaftlich ist bei Werten größer 1 gegeben). | |

## Rheinland-Pfalz
Im oftmals eher ländlich strukturierten Bundesland Rheinland-Pfalz wurde für Radschnellverbindungen das angepasste Konzept der „Pendler-Radrouten“ entwickelt. Es handelt sich um einen im Querschnitt reduzierten Radschnellweg. Beispielsweise kommt eine Separation zwischen Rad- und Fußverkehr in der Regel nicht zum Einsatz. Fußverkehr nutzt die Strecken weitgehend mit. Der Kerngedanke einer Radschnellverbindung, das zügige Radfahren im Alltag über längere Distanzen findet sich allerdings im Planungsansatz wieder. So sollen die Strecken an Kreuzungen und Einmündungen weitgehend Vorrang erhalten. Daher können die Pendler-Radrouten in Rheinland-Pfalz als Radschnellverbindungen angesehen werden.
| Name                                                 | Kürzel | Länge                                                                                                | Streckenverlauf                                                        | Stand      | Beschreibung Beschreibung | Bild |
| ---------------------------------------------------- | ------ | --- | ---------------------------------------------------------------------- | ---------- | --- | ---- |
| Pendler-Radroute Bingen – Mainz                      | -      | rund 32 km                                                                                           | Bingen – Ingelheim – Mainz                                             | in Betrieb | Projekt ist Pilotstrecke für die „Pendler-Radrouten“ im Bundesland. Der erste Abschnitt mit 18 km wurde im Dezember 2024 zwischen Bingen und Heidesheim eröffnet.. Strecke auf Openstreetmap                           |      |
| Pendler-Radroute Bingen – Mainz                      | -      | rund 32 km                                                                                           | Bingen – Ingelheim – Mainz                                             | im Bau     | Projekt ist Pilotstrecke für die „Pendler-Radrouten“ im Bundesland. Der erste Abschnitt mit 18 km wurde im Dezember 2024 zwischen Bingen und Heidesheim eröffnet.. Strecke auf Openstreetmap                           |      |
| Pendler-Radroute Bingen – Mainz                      | -      | rund 32 km                                                                                           | Bingen – Ingelheim – Mainz                                             | in Planung | Projekt ist Pilotstrecke für die „Pendler-Radrouten“ im Bundesland. Der erste Abschnitt mit 18 km wurde im Dezember 2024 zwischen Bingen und Heidesheim eröffnet.. Strecke auf Openstreetmap                           |      |
| Pendler-Radroute Worms – Wörth                       | -      | geschätzt 80 km                                                                                      | Worms – Ludwigshafen – Speyer – Germersheim – Wörth am Rhein           | in Planung | Für alle Teile der Route wurden Machbarkeitsstudien erstellt (Abschnitte Worms – Ludwigshafen, Ludwigshafen Schifferstadt und Schifferstadt – Wörth)                                                                   |      |
| Pendler-Radroute Landau – Neustadt an der Weinstraße | -      | etwa 20 km                                                                                           | Landau – Edenkoben – Maikammer – Neustadt an der Weinstraße            | in Planung | 2022 wurde eine Machbarkeitsstudie fertig gestellt. In dieser Studie wurden drei Streckenvarianten näher untersucht.                                                                                                   |      |
| Pendler-Radroute Koblenz – Remagen                   | -      | Linksrheinisch etwa 55 km, Rechtsrheinisch etwa 55 km, Abstecher Bad Neuenahr / Ahrweiler etwa 15 km | Koblenz – Remagen / bzw. Landesgrenze NRW beiderseits des Rheins       | in Planung | Stand 2021 gibt für die Strecken eine Planungsvereinbarung der Kommunen. Eine Machbarkeitsstudie soll in Auftrag gegeben werden. In den Korridoren bestehen bereits touristische Radrouten bzw. lokale Alltagsradwege. |      |
| Pendler-Radroute Kaiserslautern – Landstuhl          | -      | etwa 14 km                                                                                           | Kaiserslautern – Landstuhl                                             | in Planung | Stand 2021 wurde eine Machbarkeitsstudie in Auftrag gegeben. |      |
| Pendler-Radroute Konz – Trier – Schweich             | -      | etwa 25 km                                                                                           | Konz – Trier – Schweich                                                | im Bau     | 2021 wurde eine Machbarkeitsstudie fertig gestellt. Strecke im Moseltal Stand 2023 teilweise im Bau. |      |
| Pendler-Radroute Konz – Trier – Schweich             | -      | etwa 25 km                                                                                           | Konz – Trier – Schweich                                                | in Planung | 2021 wurde eine Machbarkeitsstudie fertig gestellt. Strecke im Moseltal Stand 2023 teilweise im Bau. |      |
| Pendler-Radroute Koblenz – Boppard                   | -      | alle Teilstrecken zusammen rund 46 km                                                                | Rheinstrecke Koblenz – Boppard und Abzweigungen ins Mosel- und Lahntal | in Planung | 2022 wurde eine Machbarkeitsstudie in Auftrag gegeben. |      |

## Saarland
| Name               | Kürzel | Länge                  | Streckenverlauf                                          | Stand             | Beschreibung | Bild |
| ------------------ | ------ | ---------------------- | -------------------------------------------------------- | ----------------- | --- | ---- |
| Radschnellweg Saar | -      | geschätzt 35 bis 40 km | Kleinblittersdorf – Saarbrücken – Völklingen – Saarlouis | in der Diskussion | Eine Radschnellverbindung im Flussverlauf der Saar wird vor Ort diskutiert. Diskussionsgegenstand ist u. a. ob die Strecke auf einem ausgebauten Saar-Radweg (Leinpfad direkt am Fluss), oder parallel auf umzubauenden Straßen verlaufen soll. |      |

## Sachsen-Anhalt
| Name                          | Kürzel | Länge                  | Streckenverlauf                                         | Stand      | Beschreibung | Bild |
| ----------------------------- | ------ | ---------------------- | ------------------------------------------------------- | ---------- | --- | ---- |
| Radschnellweg Halle – Leipzig | -      | geschätzt 30 bis 35 km | Halle (Saale) – Leipzig                                 | in Planung | Eine Machbarkeitsstudie zur Streckenfindung findet sich in der Erarbeitung. Der ADFC befürwortet die direkte Route im Bereich der S-Bahnlinie S 3 über Schkeuditz. |      |
| Merseburger Radschnellweg     | -      | 7,5 km                 | Merseburg-Stadtmitte – Campus Hochschule – Geiseltalsee | in Planung | Eine Machbarkeitsstudie zur Streckenfindung wurde erarbeitet. Die Strecke soll bis 2030 ausgebaut werden (u. a. neue Unterführung an der B 91).                    |      |

## Sachsen
| Name                              | Kürzel | Länge              | Streckenverlauf                     | Stand      | Beschreibung                                                                      | Bild |
| --------------------------------- | ------ | ------------------ | ----------------------------------- | ---------- | --------------------------------------------------------------------------------- | ---- |
| Strecke Pirna – Meißen            | -      | geschätzt 40–45 km | Meißen – Dresden – Pirna            | in Planung | Die Strecke soll im Korridor des Elbtals verlaufen.                               |      |
| Strecke Radeberg – Dippoldiswalde | -      | geschätzt 35–45 km | Radeberg – Dresden – Dippoldiswalde | in Planung | Die Strecke soll Radeberg und Dippoldiswalde an das Oberzentrum Dresden anbinden. |      |

## Schleswig-Holstein
Routen der Hamburger Radschnellwegeplanungen, die nach Schleswig-Holstein hineinführen sind im Abschnitt zu Hamburg gelistet.
| Name                                                     | Kürzel | Länge      | Streckenverlauf                                            | Stand      | Beschreibung | Bild |
| -------------------------------------------------------- | ------ | ---------- | ---------------------------------------------------------- | ---------- | --- | ---- |
| Radschnellweg Bad Schwartau – Lübeck-Mitte – Universität | -      | rund 10 km | Bad Schwartau – Lübeck Hauptbahnhof – Universität Lübeck   | in Planung | Der Radschnellweg soll die nördliche Umlandgemeinde Bad Schwartau besser an den Lübecker Hauptbahnhof sowie an die Innenstadt und dem Bahnhaltepunkt Lübeck St. Jürgen angebunden werden. Südlich der Stadtmitte soll die Strecke weiter bis zur Universität verlaufen. Geplanter Baubeginn ist im Herbst 2024, die Kosten sollen 12 Millionen Euro betragen. |      |
| Veloroute 10                                             | -      | rund 5 km  | Kiel CITTI-Park – Kiel Universität – Kiel Holstein-Stadion | in Betrieb | Die Veloroute 10 verläuft entlang des ehemaligen Gütergleises West. Sie wurde 2012 von der Ratsversammlung beschlossen; die Bauarbeiten begannen im Jahr 2013 und wurden 2019 abgeschlossen. Die Veloroute 10 ist durchgehend vier Meter breit. Mehrere Kieler Hauptverkehrsstraßen werden mithilfe von Brücken überquert.                                    |      |

## Thüringen
In Thüringen bestehen für Radschnellverbindungen Stand Sommer 2023 keine Planungs- bzw. Bauprojekte. In einer nichtamtlichen Pilotstudie wurden landesweit Korridore untersucht. Keine der untersuchten Strecken erreichte die Mindestnachfrage von 2000 Radfahrenden / Tag für eine Radschnellverbindung. Es wurde trotzdem empfohlen verschiedene Korridore für den Pendler-Radverkehr u. a. als Radvorrangrouten (Radschnellverbindungen mit reduziertem Querschnitt) vertieft zu begutachten.